# Красно-зелёная коалиция
Красно-зелёная коалиция — союз между «красными» социал-демократическими (или социалистическими, реже коммунистическими) и «зелёными» энвайронменталистскими или аграрными (имеющими зелёный в качестве партийного цвета) партиями. Термин может обозначать коалиционное правительство, образованное социал-демократическими (реже левосоциалистическими) и зелёными партиями либо же долгосрочный альянс, обычно между более радикальными левыми (левосоциалистическими, экосоциалистическими, коммунистическими, включая троцкистов и маоистов) политическими силами, основанный на общей антикапиталистической платформе, общей экологической политике, включая отношение к энергетическому повороту.
Правительственная красно-зелёная коалиция характерна для некоторых европейских стран, таких как Германия, Австрия, Норвегия, Франция и другие. Коалиция может осуществляться как на федеральном, так и на региональном уровне.
Первым термин «красно-зелёная коалиция» использовал правоцентристский премьер-министр Швеции Карл Бильдт.

## Примеры красно-зелёных коалиционных правительств
- В Германии красно-зелёную коалицию в 1998—2005 годы образовывал союз Социал-демократической партии и Партии Зелёных.
- В Австрии красно-зелёная коалиция также образована Социал-демократической партией Австрии и партией Зелёная Альтернатива.
- В Норвегии красно-зелёную коалицию образуют Норвежская рабочая партия, Социалистическая левая партия и Партия Центра.
- Во Франции коалиция «Плюралистической левой», формировавшая правительство в 1997—2002 годах, состояла из Социалистической партии и её союзников, включая «Зелёных» и Французскую коммунистическую партию. Партия «Европа Экология Зелёные» вошла и в правительство социалиста Жана-Марка Эйро.
- В Швеции Социал-демократическая партия Швеции сотрудничала в правительственной коалиции с Партией зелёных и Левой партией. В 2008 году три партии официально оформили свой союз под названием «Красно-зелёные» (De rödgröna), но на выборах 2010 года проиграли правоцентристскому Альянсу за Швецию, и пакт был расторгнут.

## Примеры радикальных красно-зелёных партий
- Красно-зелёная коалиция в Дании — радикальная левая и экологическая партия, созданная при объединении партии «Левые социалисты» с Коммунистической партией Дании, Социалистической рабочей партией и Коммунистической рабочей партией.
- Зелёные левые в Нидерландах — левая и экологическая партия, созданная при объединении Коммунистической партии Нидерландов, Пацифистской социалистической партии и двух христианско-социалистических партий.
- Лево-зелёное движение в Исландии — основанная в 1999 году экс-коммунистами и феминистами, отказавшимися войти в Социал-демократический альянс.
- Северный альянс зелёных и левых — альянс пяти экосоциалистических политический партий стран, которые входят в Северный совет (и двух левых партий из владений Дании). Их депутаты в Европарламенте входят в группу Европейские объединённые левые/Лево-зелёные Севера, а датская Социалистическая народная партия состоит наблюдателем в Европейской партии зелёных.
- «Левые — Радуга» и «Левые Экология Свобода» в Италии — электоральные коалиции между коммунистическими, социалистическими и зелёными партиями. Последняя ныне преобразована в единую партию.
- Коалиция демократического единства в Португалии, объединяющая традиционную Коммунистическую партию и Экологической партии «зелёные».
- Зелёно-левая коалиция — альянс социалистических и зелёных партий и инициатив в Хорватии, самая левая парламентская сила страны с 2020 года.